# SDRAM

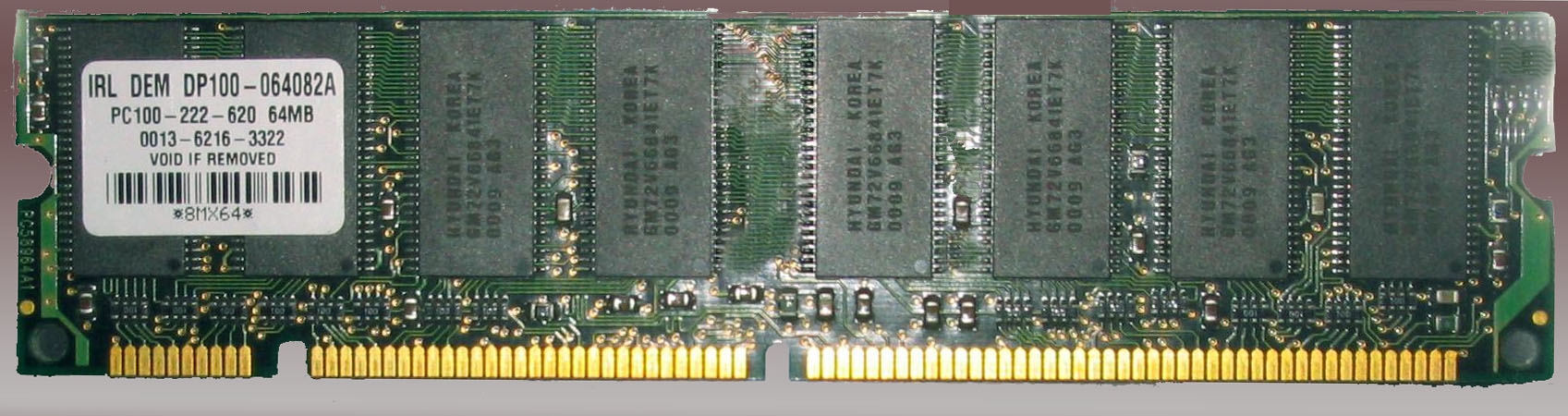
PC-100規格的SDRAM

同步動態隨機存取記憶體（英語：Synchronous Dynamic Random-Access Memory），簡稱SDRAM，是一種利用同步計時器對記憶體的輸出入信號加以控制的動態隨機存取記憶體（DRAM）。SDRAM是在DRAM的架構基礎上增加同步和雙區域（Dual Bank）的功能，使得微處理器能與SDRAM的時脈同步，所以SDRAM執行命令和傳輸資料時相較於DRAM可以節省更多時間。
SDRAM在计算机中被广泛使用，从起初的SDRAM到之后一代的DDR（或称DDR1），然后是DDR2和DDR3进入大众市场，2015年開始DDR4進入消費市场。

## SDRAM歷史

桌上型電腦用的DDR、DDR2、DDR3和DDR4的佈局

儘管SDRAM的概念至少從20世紀70年代就已經被人們所熟悉，在早期的Intel處理器上也已被採用，但要說到它在電子工業被廣泛接受，那是從1993年才開始的。1993年，三星開始展示其新出品的KM48SL2000 SDRAM，到2000年，SDRAM因為其卓越的性能，實際上取代了其它類型的DRAM在現代計算機中的位置。
SDRAM本身的延遲其實並不比異步DRAM更低（延遲更低意指速度更快）。其實，早期的SDRAM因為其構造中的附加邏輯單元，在速度上比同時期的爆發式延伸數據輸出DRAM（Burst EDO DRAM）還有所不及。而SDRAM的內建緩衝則可以使得運算交叉進入多個儲存單元，這樣就可以有效提高带寬，速度更快。
時至今日，所有的SDRAM實際上都依照JEDEC（一個電子工業聯盟，選定開放的標準，使電子元件的互容性更好）制定的標準製造。JEDEC於1993年正式採用其第一個有關SDRAM的標準，隨後是其它SDRAM的標準，包括了DDR、DDR2和DDR3 SDRAM。
時至2012年，168-pin（pin指內存插入實際接觸的金手指數量）的SDRAM雙線內存模組（DIMM）在新的個人電腦上已經不再使用，被大量的184-pin的DDR記憶體代替。在新的個人電腦，DDR2 SDRAM又已經普遍取代DDR SDRAM，但目前支援DDR3的主機板和記憶體比DDR2 SDRAM被更廣泛地使用，成為主流，所以DDR3目前的價格比非主流的DDR2產品便宜了不少。
如今世界有三強SDRAM顆粒製造商：南韓的三星電子（Samsung Electronics）和海力士（Hynix），及美國的美光科技（Micron Technology）。三者壟斷超過90%的全球市場，包括PC RAM、手機RAM和伺服器RAM。另外，以上三間公司及日本東芝亦壟斷了全球90%的NAND快閃記憶體市場，這種記憶體主要用來製造SD卡和SSD。

## SDRAM时序
有几个DRAM性能的极限，最有名的就是读取周期时间，是指对一个开放的行进行连续读操作之间的间隔。这个时间从100MHZ频率的SDRAM的10纳秒缩减为DDR-400的5纳秒，但是从DDR2-800和DDR3-1600就保持相对不变。然而，透過操作接口电路，使基本读取速度成倍提高，可实现带宽的迅速增加。
另一个极限是CAS延遲，是指提供一个地址与接受到相关資料之间的间隔。这个也保持了相对稳定，最近几代DDR SDRAM的这个数据为10-15纳秒。
在操作上，對DRAM控制器來說CAS latency是一個已知的clock cycles特定數字，這數字會被登錄在SDRAM模式註冊表中。在时钟速率很快的情况下，CAS等待时间相对的时钟周期数自然就会增加。10-15纳秒对200MHz时钟频率的DDR-400 SDRAM就是2-3个周期，对DDR2-800就是4-6个周期，DDR3-1600就是8-12个周期。比较慢的时钟周期，CAS等待时间相对的周期数也会比较少。
100MHz的SDRAM芯片第一次出现时，有些制造商开始贩卖“100 MHz”的模组，而这些模组是不能在那个时钟频率下正常工作的。有鉴于此，Intel发布了PC100的标准，描述了具体要求，为生产能在100MHz频率下工作的内存模组提供了指引。这个标准影响深远，“PC100”这个术语很快成了100MHz SDRAM模组的通用标识。如今，模组通常被冠以“PC”为前缀的一组数字的名称（PC66、PC100或者PC133—尽管数字代表的实际含义早就不是其原有的）。

## 單資料流SDRAM

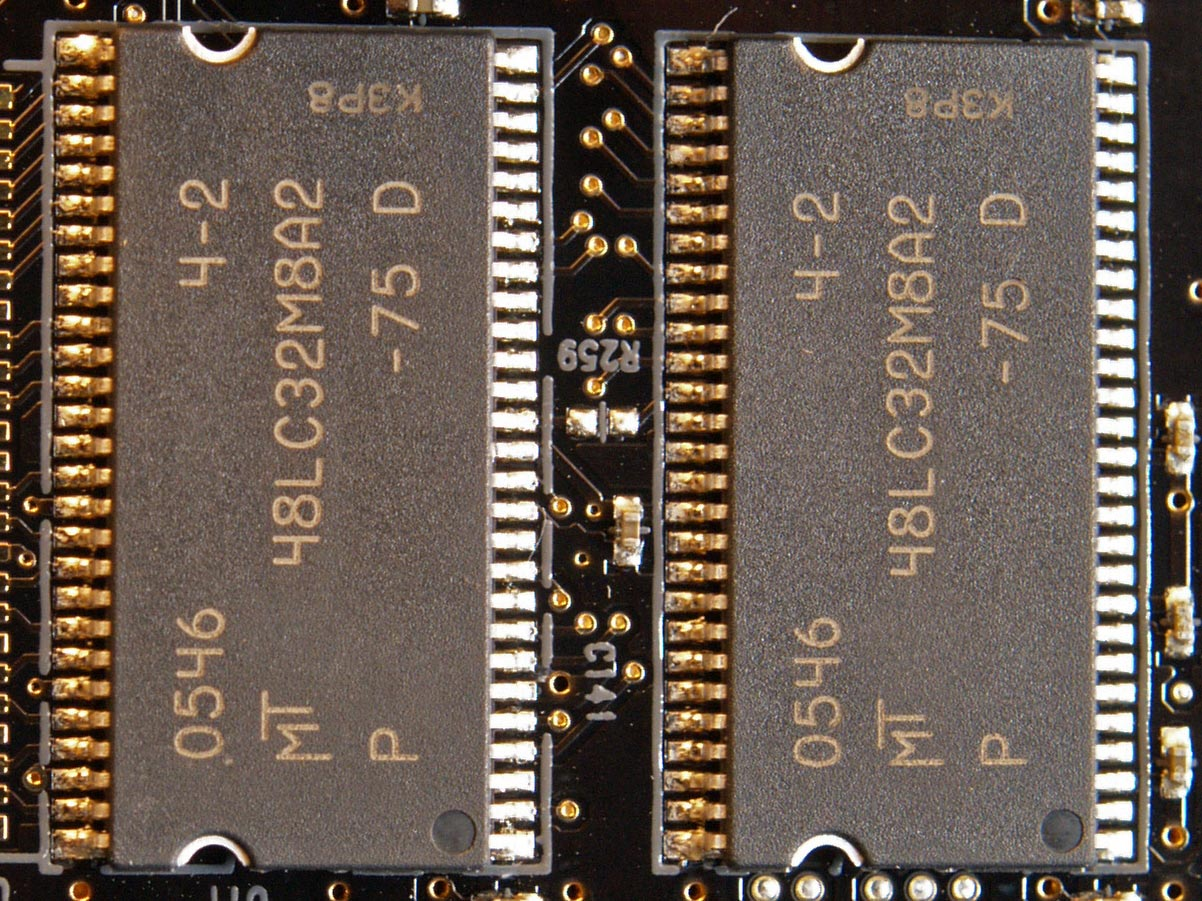
64 MB音效記憶體於Sound Blaster X-Fi聲霸卡上，用了兩顆Micron 48LC32M8A2-75 C SDRAM的133 MHz（7.5 ns）8-bit晶片

單資料流SDRAM（SDR SDRAM）被視最早的SDRAM，單資料流SDRAM在每个時脈可以接收一個指令和傳輸一個位元組。典型的時脈為66、100和133MHz（周期分别为15、10和7.5奈秒）時脈到150MHz的則可用於性能的發燒友。晶片有多種不同的資料匯流排寬度（最常見的是4、8或16bits），但是晶片一般被做成168-pin的DIMM模组，可以同時讀寫64bits（非ECC）或72bits（ECC）。
資料匯流排的存取機制很複雜，需要一个複雜的DRAM控制器。這是因為寫入DRAM的資料必需和一個寫入指令在同一個時脈中，而讀取資料可以在讀取指令後的2到3個時脈進行。DRAM控制器必須確保資料匯流排不會同時進行讀寫。

### SDRAM操作
一個512MB的SDRAM DIMM模组一般由8個到9個SDRAM晶片组成，每个晶片包含有512Mbit的儲存空間，每顆晶片為模组的匯流排提供了8個bit的寬度。一個典型的512Mbit SDRAM晶片内部包含了4個獨立的16Mbyte大小的區塊。每個區塊都有8,192行，16,384bits。一個區塊或者處於閒置狀態、忙碌狀態，或者介於兩者狀態之間。
一個初始化指令會將一個閒置狀態的區塊初始化。它占用2-bit的區塊位址（BA0–BA1）和13-bit的行位址（A0–A12），然後將那一行讀取入有着16,384個讀取放大器的區塊的佇列。這也被稱為“開啟”行。
只有該行已被初始化或者“開啟”，讀寫指令才可以進行。每個指令都需要一個列位址，但是因为每個晶片同時能處理8-bit，因此有2048个可能的列位址，不过只需要11個位址行（A0–A9，A11）。初始化需要一個最小周期，稱為行到列延遲，或者tRCD。